# Parc-nature du Bois-de-Liesse
Pour les articles homonymes, voir Liesse.
Le parc-nature du Bois-de-Liesse est un grand parc nature situé à Montréal.

## Description
Ce parc est constitué de plusieurs parcelles de terrains situées dans les arrondissements de Saint-Laurent, de Pierrefonds-Roxboro, d'Ahuntsic-Cartierville et dans les municipalités, de Dollard-des-Ormeaux et de Dorval. Le ruisseau Bertrand  a son embouchure et circule dans cette forêt.
Sa dénomination rappelle la montée et la côte de Liesse et origine d'un village de France.
Le parc a été construit en 1984 et a une superficie de 159 hectares. Le chalet d'accueil est la maison Pitfield, construite entre 1952 et 1954 selon les plans de la firme d'architectes Archibald, Illsley et Templeton. Elle a été acquise par la Communauté urbaine de Montréal en 1979.

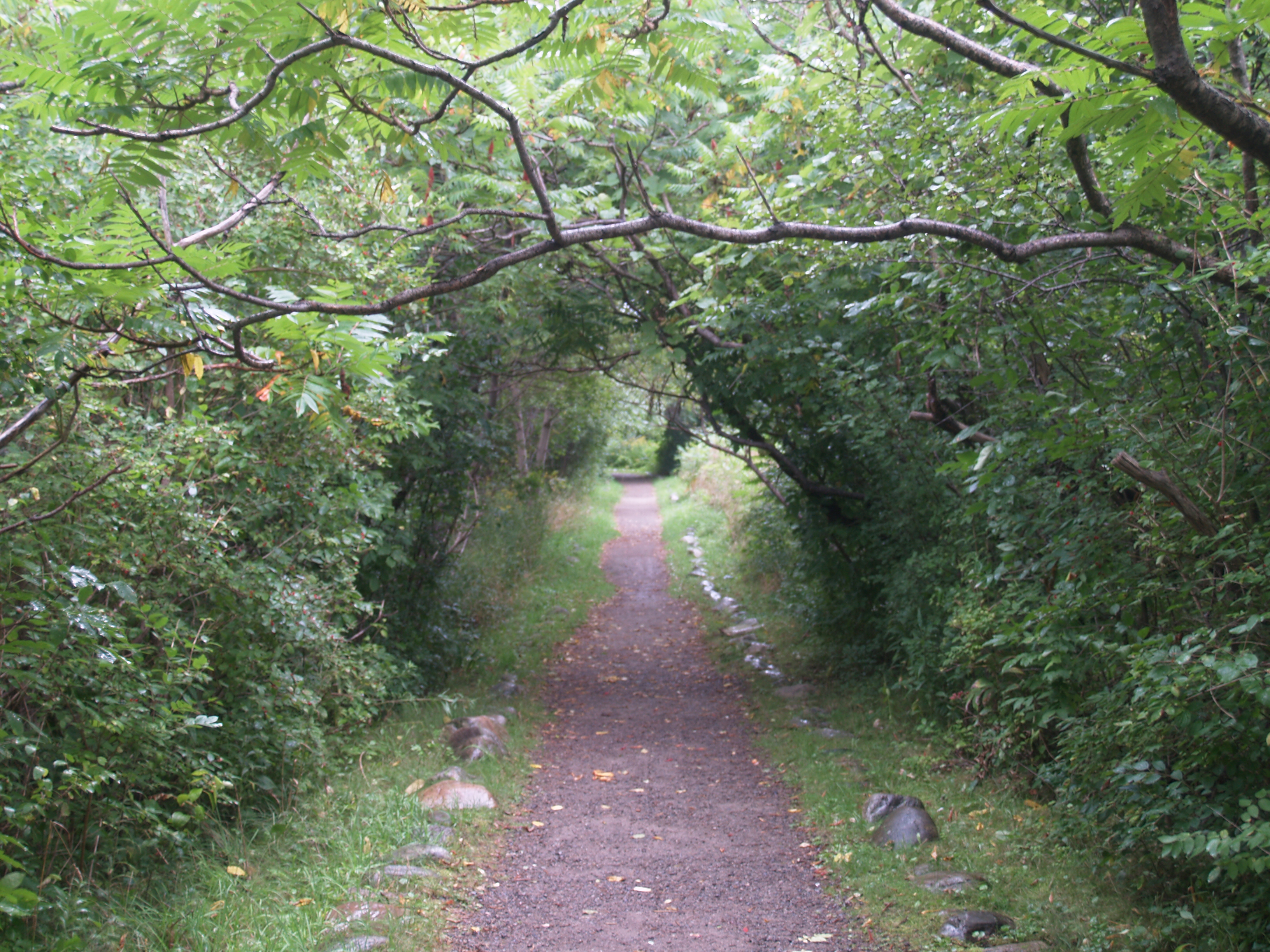
Chemin
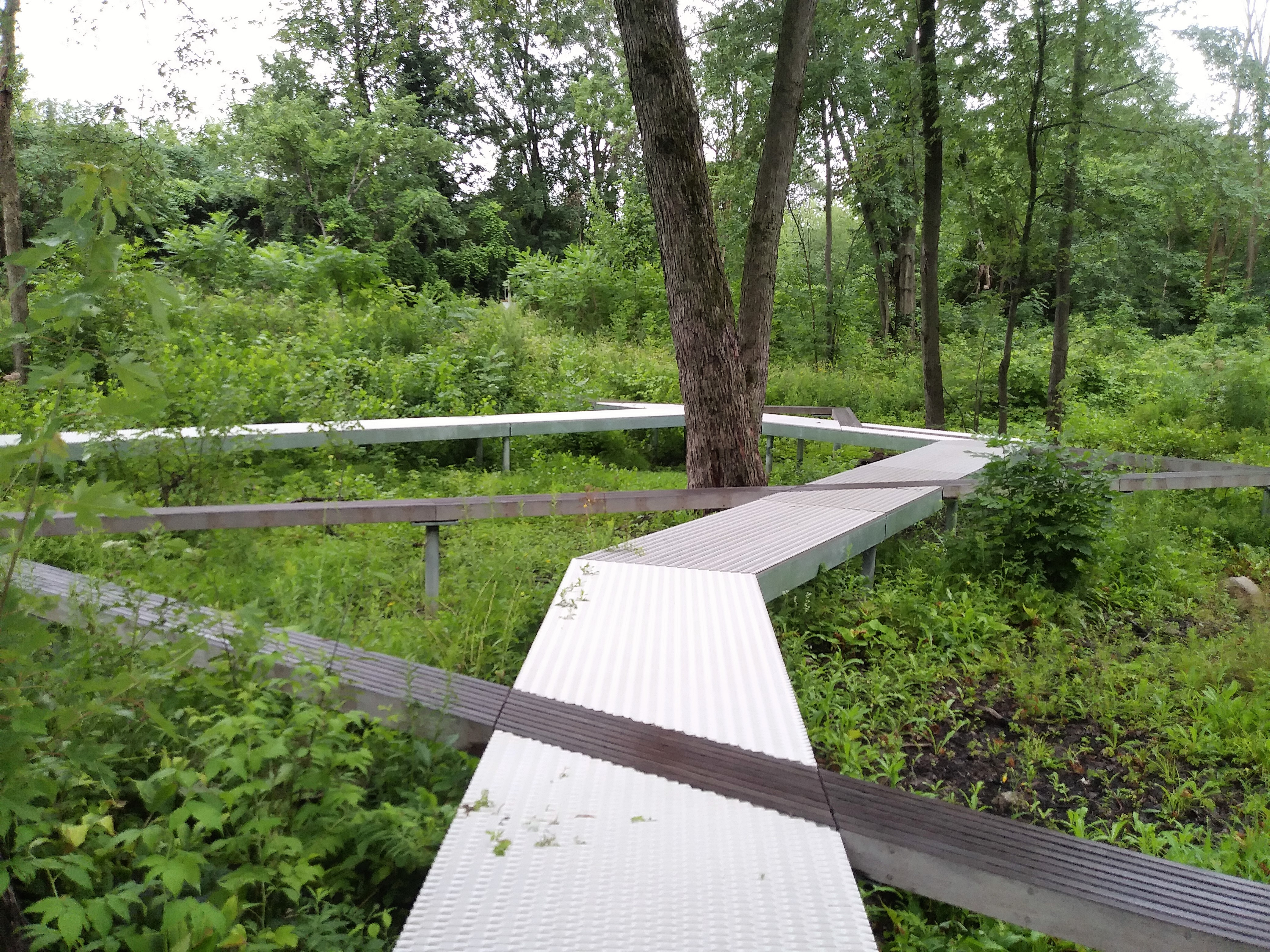
Passerelle
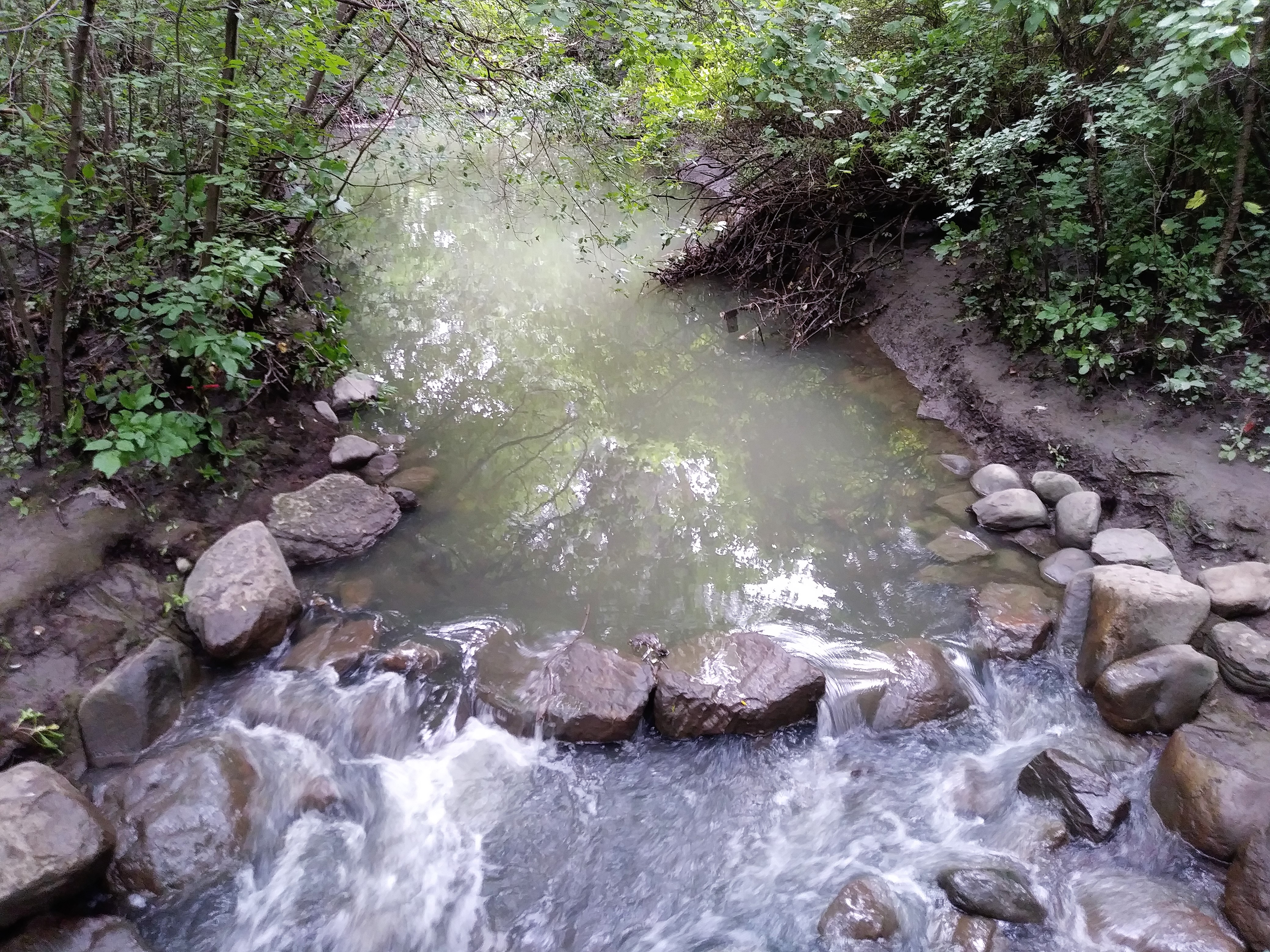
Ruisseau Bertrand
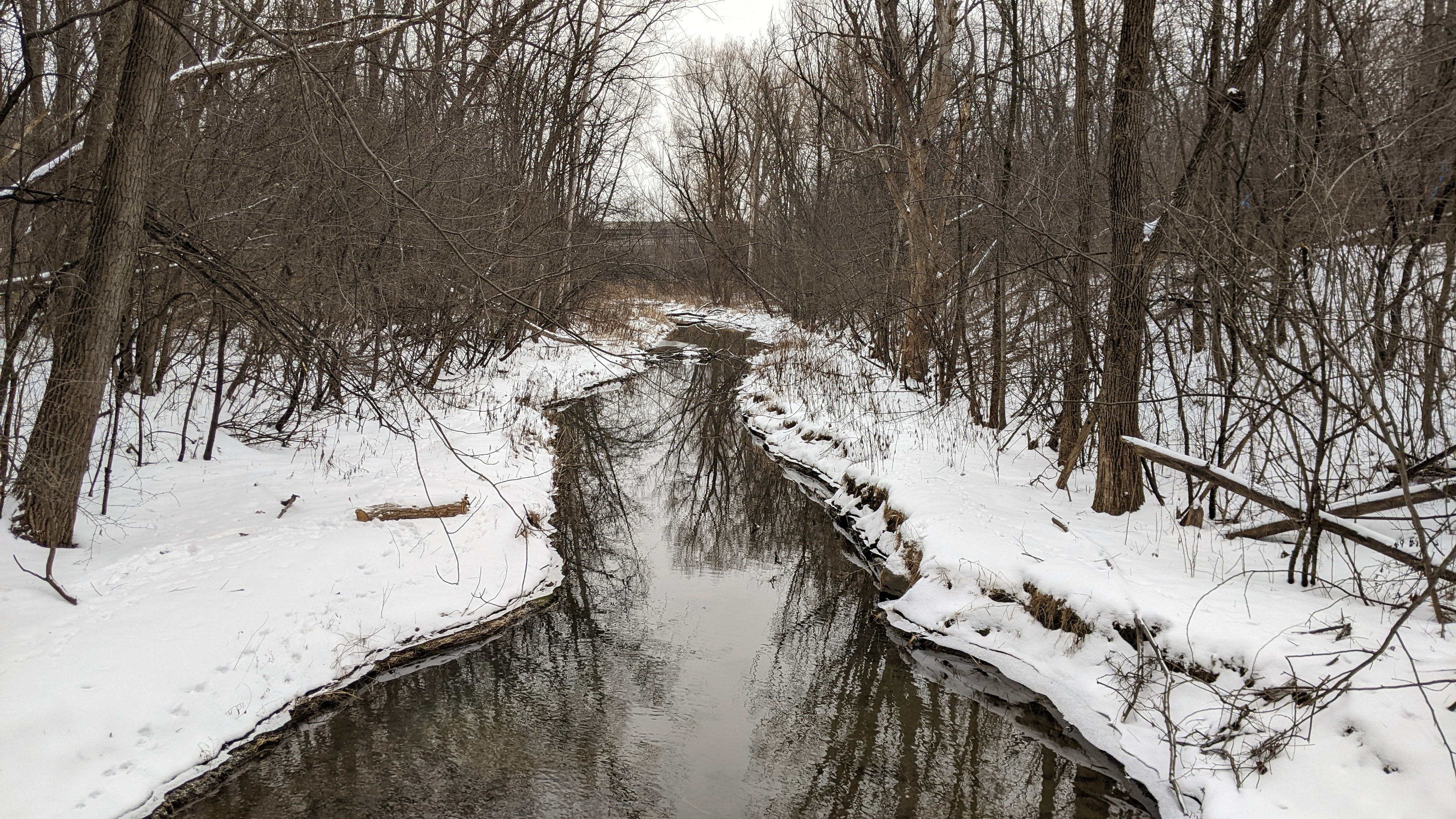
Ruisseau Bertrand en hiver